# William Stridh
Björn Emilio William Strid (stavar det Stridh), född 16 augusti 1997 i Mo församling, Gävleborgs län, är en svensk sångare. 

## Biografi
Stridh föddes 1997 i Mo församling utanför Söderhamn. Han var med i TV-programmet Idol 2018 där han den 23 november 2018 slutade på en femteplats. Han har även varit med i ett band vid namn The Audrey och tillsammans har de gjort en låt, "Body Language".
Stridh deltog i Melodifestivalen 2020 med låten "Molnljus", skriven av honom själv, Markus Lidén, Christian Holmström och David Kreuger. Han deltog i den fjärde deltävlingen i Malmö den 22 februari 2020 där han slutade på en femte plats.

## Diskografi

### EP
- 2021 – Faller (Sony Music).

### Singlar
- 2020 – Dårar (Sony Music).[4]
- 2020 – Molnljus (Sony Music).[3]
- 2020 – Kommer du (Sony Music).
- 2020 – Bättre det än ingenting (Sony Music).
- 2023 – Aldrig hel ändå (Sony Music), tillsammans med Ellen Bergelin.

## Kompositioner
- 2020 – Dårar, skriven tillsammans med Markus Lidén, Christian Holmström och David Kreuger.[4]
- 2020 – Molnljus, skriven tillsammans med Markus Lidén, Christian Holmström och David Kreuger.[3]
- 2020 – Kommer du, skriven tillsammans med Markus Lidén, Christian Holmström och Hamed Pirouzpanah.
- 2020 – Bättre det än ingenting, skriven tillsammans med Adrian Enegård och Carl-Philip Ström.
- 2021 – Rosenblad, skriven tillsammans med Markus Lidén och Christian Holmström.
- 2021 – Faller, skriven tillsammans med Markus Lidén och Christian Holmström.
- 2023 – Aldrig hel ändå, skriven tillsammans med Ellen Bergelin och Theodor Ström.